# Enes Ünal
Enes Ünal (Bursa, 1997. május 10. –) török válogatott labdarúgó,  csatár. A Premier League-ben szereplő AFC Bournemouth játékosa.

## Pályafutása

### Bursaspor
Ünal 2013-ban debütált egy Európa-liga Vojvodina elleni mérkőzésen augusztus 1-én, az utolsó 5 percben kapott játéklehetőséget.
2013. augusztus 25-én csereként debütált a török bajnokságban, a Galatasaray ellen, és a 74.percben megszerezte első gólját. És így ő lett a legfiatalabb gólszerző a bajnokságban. Október 21-én megszerezte a második gólját a Kayserispor ellen.
December 19-én pedig a török kupában az İnegölspor ellen debütált csereként, és két gólt is szerzett az egyik szabadrúgásból született. 2014. február 12-én pedig újabb gólt vágott a török kupa csoportkörében az Akhisar Belediyespor ellen.

### Manchester City
2015. július 7-én a Manchester City megvásárolta 2 millió fontért. 2015. július 10-én csatlakozott a csapathoz és elutazott a klubbal ausztráliai edzőtáborba.

### KRC Genk
2015. július 31-én a Manchester City bejelentette, hogy kölcsönadják a belga KRC Genk csapatának.
2015. augusztus 7-én a 71. percben Tornike Okriashvili cseréjeként  mutatkozott be a Zulte Waregem elleni 0–0-as mérkőzésen. 2015. október 27-én megszerezte az elő gólját a 45' a KV Oostende elleni vendégbeli összecsapáson. Az utolsó mérkőzését 2015. december 19-én a K Sint-Truidense VV ellen játszotta, egy perc játékidőt kapott.

### NAC Breda
2016. február 1-én a Manchester City közösségi oldalán bejelentette, hogy kölcsönadja a Breda együttesének.

### Villarreal
2017. május 30-án a Villarreal 12 millió fontért megvásárolta.

### Getafe CF
2020 augusztusában a Getafe bejelentette szerződtetését Villarreal CF-től 9 millió euróért.
Szeptember 19-én a La Liga - 2. fordulójában - mutatkozott be az Osasuna elleni 1–0-ás hazai bajnoki utolsó két percében, Jaime Mata-t váltva.
2020. december 17-én lépett pályára spanyol kupa mérkőzésen, és szerezte első találatát a klub színeibe az Anaitasuna vendégeként 2–1-re megnyert mérkőzésen.
2021. március 21-én az Elche elleni 1–1-es találkozón szerezte első gólját a bajnokságban, amellyel beállította a végeredményt.

#### Bournemouth(kölcsön)
2024. február 1-jén kölcsönbe került a Getafe együttesétől a 2023–2024-es idény végéig.
Február 10-én debütált a Fulham vendégeként, a 3–1-re elvesztett bajnoki 69. percében állt be csereként Luis Sinisterra helyére. Kölcsönben eltöltött időszaka alatt két gólt szerzett a bajnokságban, amit követően a Bournemouth úgy döntött, hogy véglegesen leszerződteti a támadót.

### Bournemouth
Ünal négy éves szerződést írt alá a csapattal 2024 májusában.